# Абэ-но Накамаро
Абэ-но Накамаро (яп. 阿倍 仲麻呂, 698—770) — японский дипломат и поэт эпохи Нара.
Абэ-но Накамаро был знатного рода. В 716 он отправился в Китай вместе с Киби-но Макиби и буддийским монахом Гэнбо для обучения. В Китае он находился на службе у императора Сюаньцзуна, проявив себя как талантливый литератор и поэт. Был дружен с китайскими поэтами Ли Бо и Ван Вэем. Он смог сдать сложные экзамены по китайской классике и занять государственный пост в Китае, служил губернатором завоёванного китайцами региона Аннам (современный север Вьетнама) с 761 по 767 годы. 

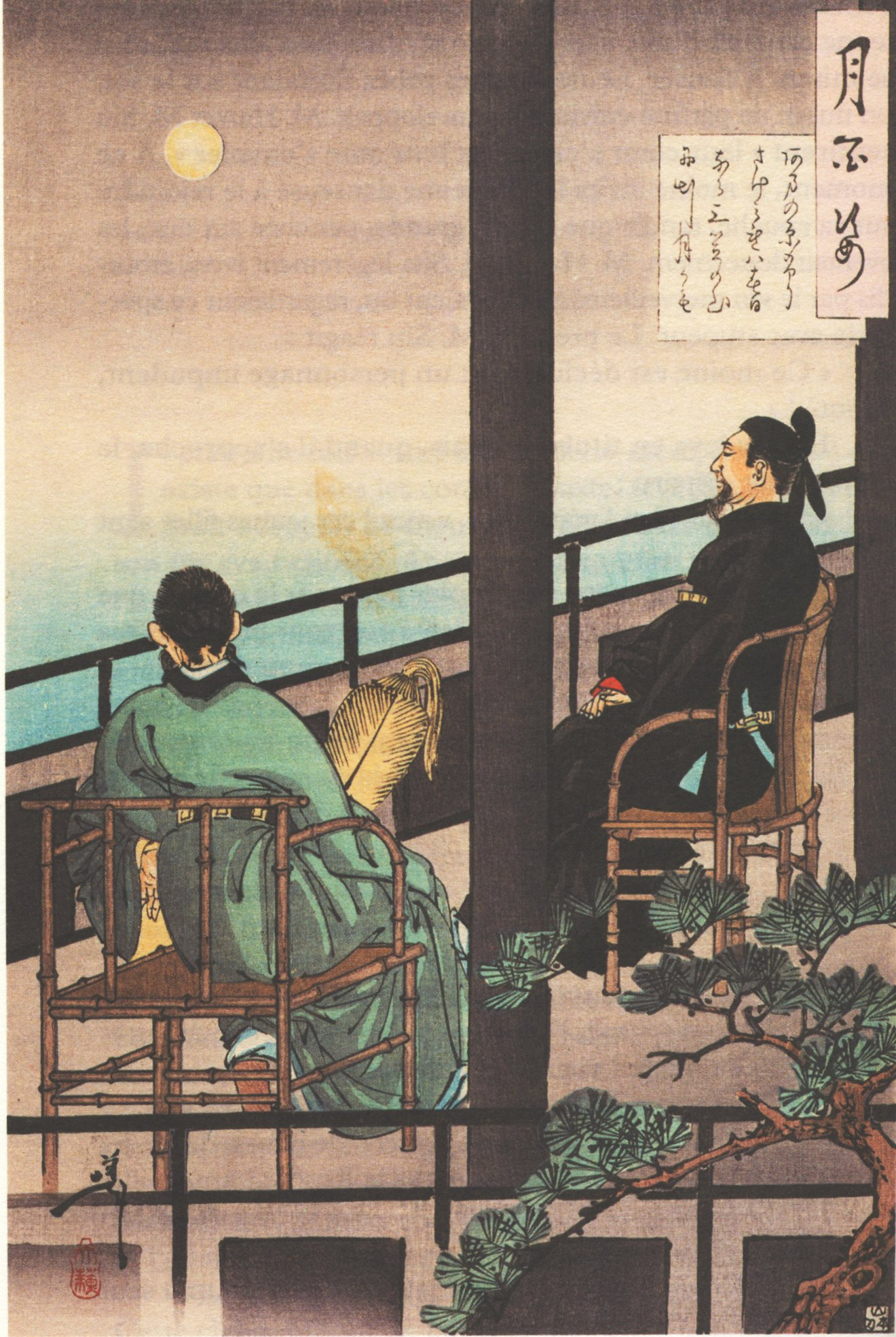
Цукиока Ёситоси: Посол в Китае и поэт Абэ-но Накамаро.

Ему так никогда и не удалось вернуться на свою родину — корабль, на котором он плыл домой в Японию, буря отнесла к далёким берегам. Кораблекрушение пережили немногие. Поэтому большого труда стоило возвращение в Китай, где он и умер.
Вот образец его поэзии из собрания Хякунин иссю:
Под небом дальним

я думаю печально,

на месяц глядя:

горит ли этот месяц

и над горой Микаса?

Это стихотворение было сочинено в 753 г. поэтом по случаю его торжественных проводов на родину вместе с отправлявшимся из Китая домой японским посольством во главе с Фудзивара Киёкава. Упоминаемая в стихотворении гора Микаса расположена в местности Касуга к востоку от столицы Японии г. Нара.